# Наследство Пибоди
«Наследство Пибоди» (англ. The Peabody Heritage) — рассказ американского писателя Говарда Филлипса Лавкрафта, выпущенный после его смерти Августом Дерлетом. Впервые опубликован в журнале «Saturn» 1957 года. Рассказ вошел в сборник «Единственный наследник», издательства «Arkham house» выпущенный тиражом в 2096 экземпляров.

## Сюжет
Рассказчик, последний из рода Пибоди, приезжает в Уилбрахам, штат Массачусетс, чтобы восстановить фамильную усадьбу. По местному приданию, которое пересказывал Старый Джедедая, однажды сюда вернется наследник и обретет истинное богатство. Пибоди нанимает рабочих и перевозит сюда останки родственников из Бостона, в их фамильный склеп, где покоилось уже 37 человек. Тут были останки Эзафа Пибоди, его деда, причём он был захоронен лицом вниз — так поступали с колдунами. Рассказчик переворачивает скелет и возвращает ему череп на место.
В доме слышатся странные звуки и чьи-то шаги. Во сне рассказчику явился призрак деда Эзафа и огромный Чёрный кот Бэлор, который может увеличиваться или уменьшаться в размере. Пибоди находит в доме тайную комнату, использовавшуюся как молельная, в которой начертаны каббалистические знаки. В комнате полно полок с книгами, и некоторые из них в переплёте из человеческой кожи. Ночью из дома по соседству, у Тэйлоров, кто-то крадёт младенца. В прошлом младенцы так же пропадали и это всегда связывали с Пибоди. Днём некто нацарапал на двери надписи с угрозами, содержащие ошибки.
Следующей ночью, во сне, рассказчику явился дед, Чёрный Человек и отвратительная тварь — помесь крысы и человека (Дженкин). Вчетвером они принесли в жертву младенца. Днём рабочие нашли в стене кости трех детей, — что доказывает вину его предка в череде нераскрытых преступлений. Стол в тайной комнате оказался измазан кровью. Удивительно, но рассказчик каким-то образом знал содержание оккультных книг и что нечистая сила становится невидимой при помощи мази, сделанной из крови младенцев. В прошлом местные жители обвинили Эзафа в том, что он чернокнижник, поэтому и похоронили его лицом вниз и, по-видимому, нарушать подобное расположение останков не следовало.

Ночью рассказчик услышал звуки жутких ритуалов в ближайшем лесу, где компания бесовских тварей справляла Чёрную Мессу во имя Велиала и Вельзевула. В эту ночь во сне покойный дед отвёл его к алтарю, где лежала чёрная книга, в которой мерцали горящими буквами имена рода Пибоди и под каждым стояла кровавая роспись. Днём рассказчик находит дневник деда, в котором тот писал, что «Дж…» обрастает плотью. Рассказчик открывает гроб Джедедая и находит в нем мумифицированный скелет ребёнка, после чего сжигает кости. Вскоре у двери появился Чёрный кот Бэлор. 
Стало быть, вот оно наследство Пибоди. Старый дом был лишь поверхностной, материальной стороной того, что скрывалось за причудливо искаженными стенами тайной комнаты, за ночными кошмарами, за походом через топь и дьявольским шабашом в лесной чаще того, что было отныне скреплено моей подписью на страницах Черной Книги... Интересно, найдется ли кто-нибудь, кто после моей смерти придет, если я буду погребен тем же способом, как колдун, чтобы перевернуть в гробу мои останки?

## Персонажи

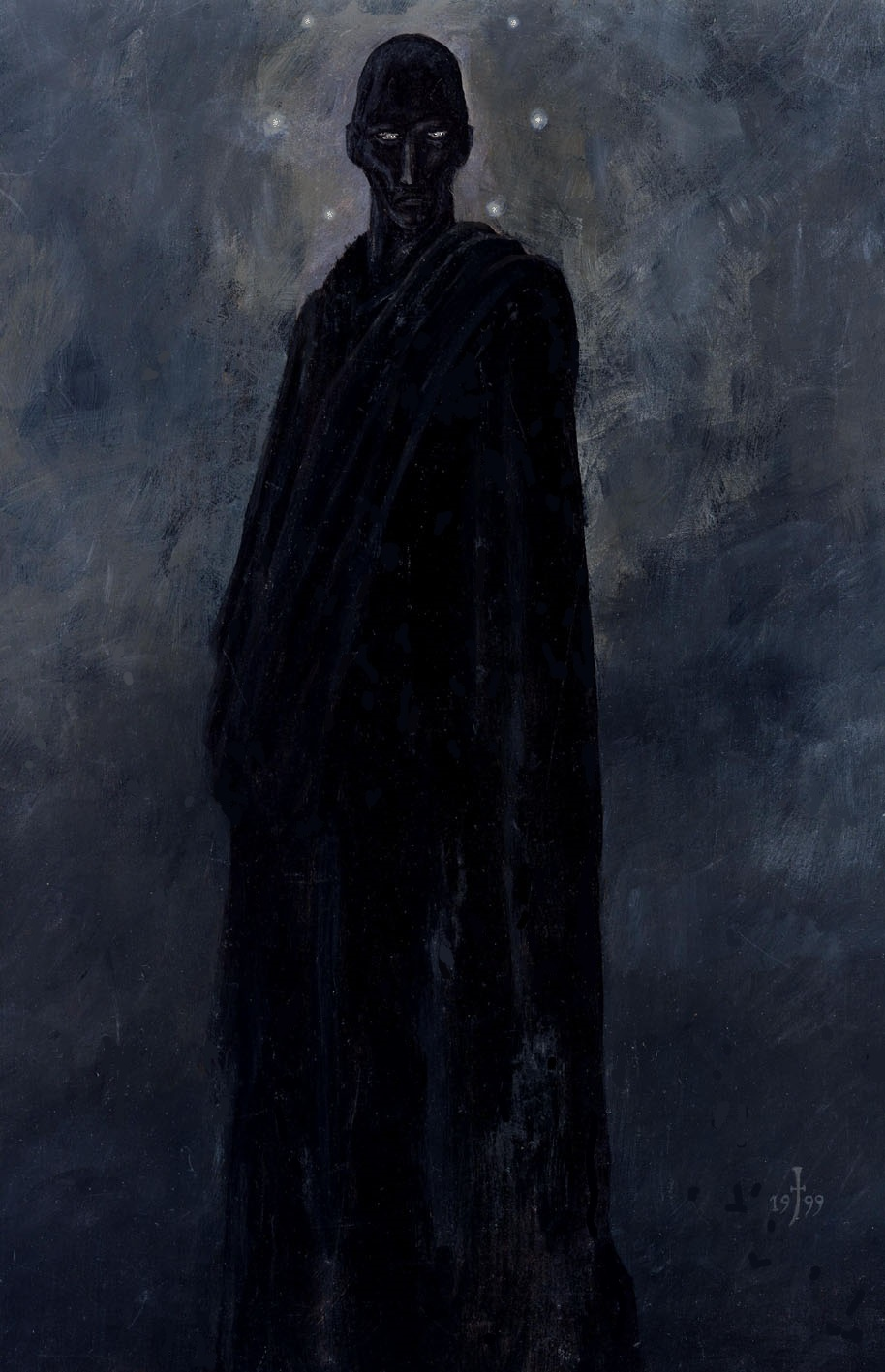
«Черный человек»

- Пибоди (англ. Peabody) — рассказчик, наследник крупного состояния, отказался от юридической практики. Жил в Бостоне и Нью-Йорке.
- Эзаф Пибоди (англ. Azaf Peabody) — колдун, прадед рассказчика, умерший в 1907 году.
- Старый Джедедая Пибоди (англ. Old Jededai Peabody) — колдун, приехавший в Уилбрэхем после Салемского процесса 1692 года. Построил усадьбу Пибоди и покоился в фамильном склепе.
- Черный кот Бэлор (англ. Black cat Balor) — фамильяр колдуна, мог увеличиваться и уменьшаться в размере, от обыкновенного кота до льва.
- Черный Человек (англ. Black Man) — черней ночи и самой тьмы, страшный уродливый лик в сгустке мрака, из глубины которого сверкают два огненно-красных глаза. Возможно, это воплощение Нъярлатхотепа. Персонаж встречается в рассказе «Грёзы в ведьмовском доме».
- Бурый Дженкин (англ. Brown Jenkin) — отвратительная тварь, помесь крысы и человека. Персонаж встречается в рассказе «Грёзы в ведьмовском доме».
- Ахав Хопкинс (англ. Ahab Hopkins) — адвокат из Уилбрэхема, поверенный семьи Пибоди, который вносил за дом налоги и сдавал его в аренду.

Пибоди — распространенная фамилия. Существует город Пибоди названный в честь предпринимателя Пибоди. основавшего его.

## Вдохновение

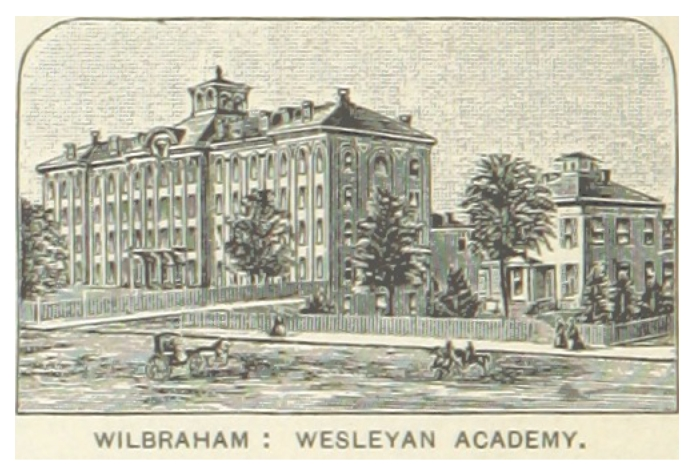
Уилбрахам, Массачусетс, Веслеянская академия, 1891 год

Август Дерлет написал незавершенный рассказ Лавкрафта, после его смерти, основываясь на черновиках. Можно сказать, что рассказ был «написан призраком». Дерлет основывается на рассказе «Грёзы в ведьмовском доме», в котором встречается большинство сведений из этого рассказа. Дерлет повторяет инициалы из одной буквы из романа «Случай Чарльза Декстера Варда». Дерлет в свойственной ему манере описывает нечистую силу и шабаш: человек расписывается в книге Дьявола и продает душу в обмен на магическую силу. Рассказчик одержим духом предка. Лавкрафт использует фамилию Тейлор и других людей, которые пострадали на Процессе над салемскими ведьмами.
Действие рассказа происходит в городе Уилбрахам, штат Массачусетс. В честь Джорджа Пибоди назван город Пибоди в штате Массачусетс.

## Критика
Энтони Буше иронично заметил: «Я не могу отделаться от ощущения, что ГФЛ очень хорошо знал, что делал, когда оставлял наброски незавершенными», за исключением рассказа «Лампа Альхазреда», который был, по его словам, «вспышкой вдохновения». Дерлет представил Лавкрафта как персонажа и написал «трогательную дань уважения». Флойд Гейл из Galaxy Science Fiction сказал, что, за исключением повести «Пришелец из космоса», «Дерлет продолжает писать непреднамеренный юмор в большинстве своих реконструкций», и что «Альхазред» «можно бы называть "Похвальным"»... .в идеализированной версией того, какими должны были быть жизнь и смерть Лавкрафта». Аврам Дэвидсон пришел к выводу, что Дерлет «сделал все возможное, чтобы вызвать в его творении прозу покойного мастера из его основных солей, но ему это не удалось, потому что он в здравом уме, как и все, а Лавкрафт был таким же чудным, как пятидолларовый фруктовый пирог.
Эверетт Блейлер, отметил, что некоторые из подделок Дерлета были созданы по образцу опубликованных рассказов Лавкрафта, и он обнаружил, что все они были «обычными», кроме «гораздо более интересного рассказа "Лампа Альхазреда"».

## Запретные книги
«Молот ведьм» (лат. Malleus Maleficarum) — реально существующая книга, трактат по демонологии папских инквизиторов Генриха Крамера и Якоба Шпренгера, изданный в Германии в 1487 году и с той поры являющийся настольной книгой для «охотников на ведьм».
«Дьявольщина» (лат. Daemonialitas) — реально существующая книга францисканского монаха и советника при Верховном трибунале римской инквизиции Людовика Марии Синистрари (1622—1701), содержащая описание сатанинских обрядов.

## Связь с другими произведениями
В повести «Хребты Безумия» появляется фамилия Пибоди.
В рассказе «Крысы в стенах» ученые исследуют тайный культ в подземелье замка, где колдуны веками приносили в жертву людей, в результате чего, там скопилось море костей.
В рассказе «Грёзы в ведьмовском доме» описаны ведьма Кеция Мейсон, Бурый Дженкин и Черный Человек.
В рассказе «Картина в доме» старинный колдун в Мискатоникской долине продлевал себе жизнь, поедая жертв.